# Cimetière militaire belge de Marchovelette
Le cimetière militaire belge de Marchovelette est un lieu de sépulture de soldats belges morts durant la Première guerre mondiale. Situé rue de Fernelmont, à la sortie du village de Champion au nord de la ville de Namur (Belgique) il est proche du fort de Marchovelette ce qui lui a valu son nom.

## Historique
Le cimetière fut inauguré le 14 octobre 1923 par le roi Albert Ier, accompagné de M. Forthomme, ministre de la Défense nationale, des généraux Michel et Duchâteau, de Mgr Thomas-Louis Heylen, évêque de Namur et du baron de Gaiffier d'Hestroy, gouverneur de la province.

## Caractéristiques
Ce cimetière s'étend sur 81 ares et compte 491 tombes de soldats belges et 32 de soldats français morts durant la Première Guerre mondiale. On y trouve en outre la tombe d'un soldat belge décédé durant le second conflit mondial. Parmi les 491 militaires belges, 178 n'ont jamais été identifiés. La plupart des soldats qui reposent dans ce cimetière sont tombés dans lors de l'explosion du fort de Marchovelette le 23 août 1914 lorsque celui-ci fut atteint par un obus allemand de calibre 420 mm tiré par une grosse Bertha.
La tour d'aération du fort est visible depuis le cimetière. Ce fut une des raisons qui détermina le choix de cet emplacement.

## Patrimoine
Le cimetière est repris dans l'Inventaire du Patrimoine Immobilier Culturel (IPIC) de la Région wallonne.

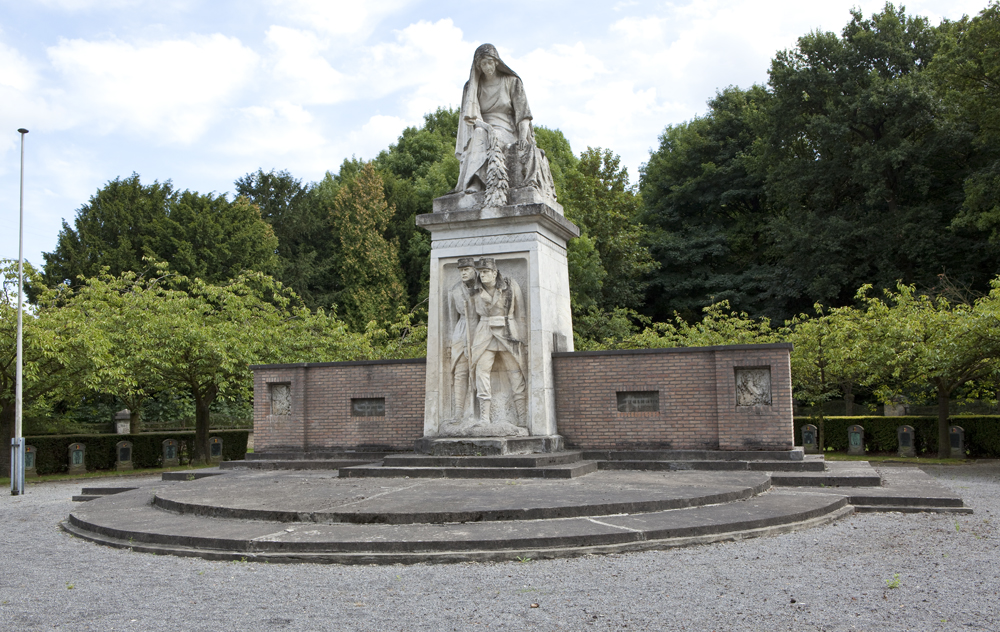
Monument du souvenir

Un monument commémoratif a été érigé à la mémoire des soldats tombés dans la région. À son sommet, une femme agenouillée qui représente la patrie se penche sur deux soldats : l'un est Belge et armé d'un fusil et l'autre est français et armé d'une épée. De part et d'autre du piédestal, il y a deux blasons taillés à même la pierre représentant le lion belge à gauche et le coq français à droite.
À l'arrière du monument on peut lire les inscriptions suivantes : Lieutenant-général Michel. Ct (commandant) de la 4e division, Gouverneur de la P.F N. (position fortifiée de Namur), 8e de Forteresse, 8e de Ligne, 10e de Ligne, 18e de Ligne, 28e de Ligne, 30e de Ligne, AFN, A-10e BM, 4A, GN - PFN, 45e et 148e RI (régiment d'infanterie français). Inauguré par S.M. le Roi Albert, le 14 octobre 1923.

## Sources
- (nl) Adjudant-major Rudy Laforce, Verbroedering van de Genie van het Cavaleriekorps en de Gepantserde Genie, no 129, 53e année, 2e trimestre 2004.

- (nl) Cet article est partiellement ou en totalité issu de l’article de Wikipédia en néerlandais intitulé « Belgische militaire begraafplaats van Marchovelette » (voir la liste des auteurs).